# Derek Tsang

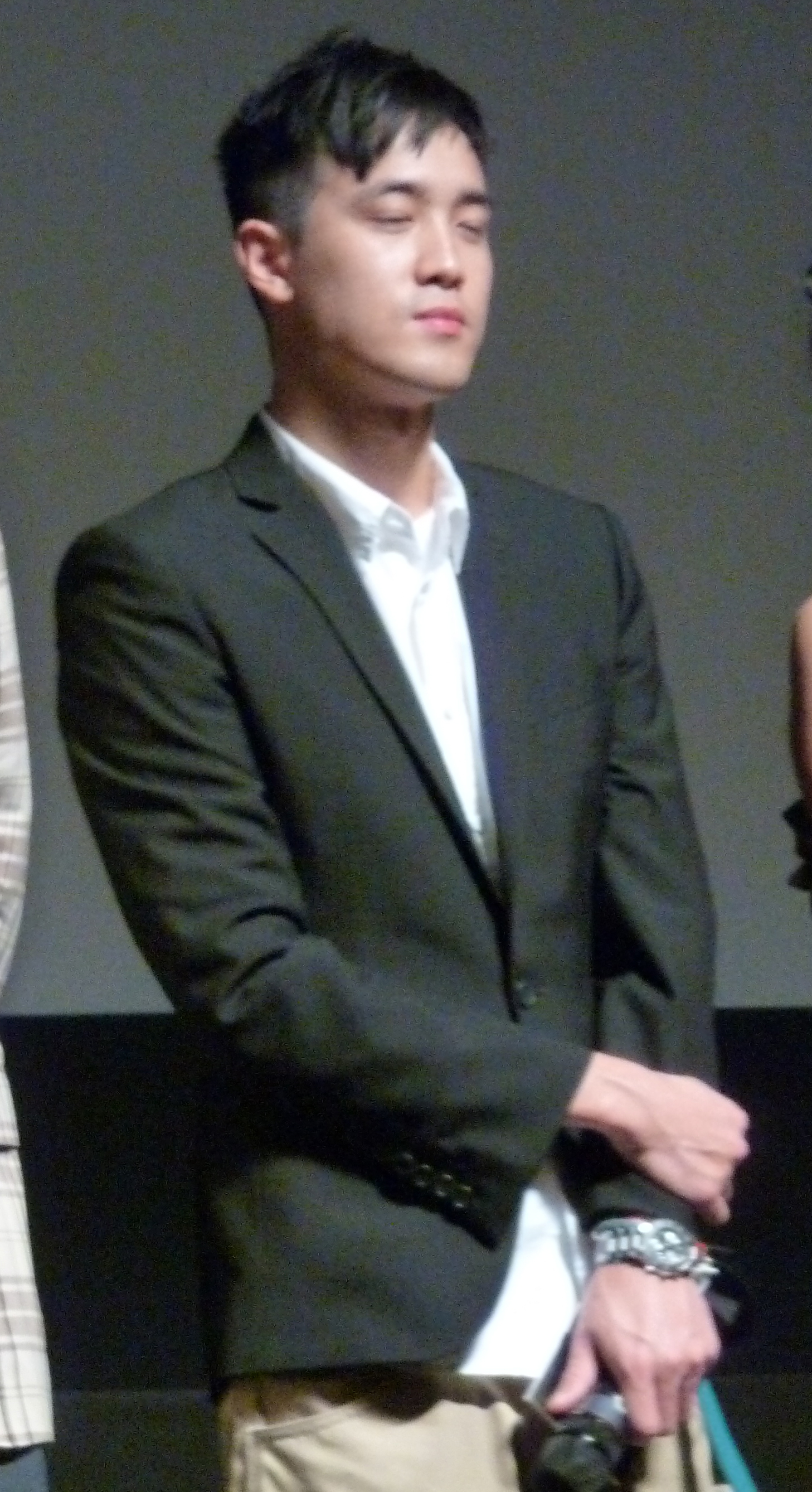
Derek Tsang 2010

Derek Tsang Kwok-cheung (chinesisch 曾國祥 / 曾国祥, Pinyin Zéng Guóxiáng, Jyutping Zang1 Gwok3coeng4, kantonesisch Tsang Kwok-cheung; * 8. November 1979 in Hongkong) ist ein chinesischer Schauspieler und Filmregisseur.

## Leben
Derek Tsang ist der Sohn von Eric Tsang und dessen zweiter Ehefrau Song Lihua (宋麗華). Als Kind zog er mit seiner Mutter und seinem jüngeren Bruder Mark nach Kanada. Sein Vater blieb in Hongkong. Derek Tsang studierte an der University of Toronto Scarborough Schauspiel und schloss als Undergraduate ab.
2003 kehrte er nach Hongkong zurück und spielte seine erste Rolle im Film Men Suddenly in Black an der Seite seines Vaters. Es folgten weitere Rollen, unter anderem in The Eye 2 (2004), der kanadischen Fernsehserie Dragon Boys (2007), Klaustrophobie (2008) und Bitter Enemies – Only Gold Can Be Trusted (2019).
2010 drehte er sein Regiedebüt Leun yan sui yu. Sein 2019 veröffentlichter Film Better Days erhielt eine Oscar-Nominierung in der Kategorie Bester internationaler Film.

## Privatleben
Derek Tsang ist mit der Schauspielerin Venus Wong verheiratet.

## Filmografie

### Als Schauspieler
- 2019: Missbehavior (Gong Xi Ba Po)
- 2017: Bitter Enemies – Only God Can Be Trusted (Kong Sau)
- 2017: Love Off the Cuff (Chun Giu Gau Chi Ming)
- 2016: S Storm (S Fung Bou)
- 2016: House of Wolves (Ngok Jan Geok)
- 2016: Robbery (Lao Li)
- 2016: From Vegas to Macau III (Dou Sing Fung Wan III)
- 2015: Lazy Hazy Crazy (Tung Baan Tung Hok)
- 2015: From Vegas to Macau II (Dou Sing Fung Wan II)
- 2014: Zombie Fight Club (Shi Cheng)
- 2014: Z Storm (Z Fung Bou)
- 2014: 3D Naked Ambition 2 (3D Hou Cing)
- 2014: Golden Chickensss (Gam Gai SSS)
- 2014: Streets of Macao (Dou Sing Fung Wan)
- 2013: SDU: Sex Duties Unit (Fei Hu Chu Zheng)
- 2012: My Sassy Hubby (Ngo Lou Po M Gau Cing 2: Ngo Lou Gung M Saang Sing)
- 2012: Triad (Zaat Zik)
- 2012: Love in the Buff (Chun Giu Yu Chi Ming)
- 2012: The Thieves (Dodookdeul)
- 2010: Girl$ (Nam Nam)
- 2010: Ex (Chin Do)
- 2010: Once a Gangster (Fei Sa Fung Chung Chun)
- 2010: Dream Home (Wai Dor Lei Ah Yut Ho)
- 2010: Crossing Hennessy (Yueh Moon Hon Nei See)
- 2008: Klaustrophobie (Chan mat)
- 2008: Ocean Flame (Yi Ban Hai Shui, Yi Ban Huo Yan)
- 2008: Scare 2 Die (Hark sei nei)
- 2008: Run Papa Run (Yat Kor Ho Ba Ba)
- 2008: Tactical Unit: No Way Out (Kei Tung Bou Deui - Juet Lou)
- 2007: So ein Theater (Hei Wong Ji Wong)
- 2007: Single Blog (Dan Sun Bo Lok)
- 2007: Dragon Boys (Miniserie)
- 2006: My Name Is Fame (Ngor Yiu Sing Ming)
- 2006: On the Edge (Hak bak do)
- 2006: Midnight Running (Fan Tou Kong Bun)
- 2006: The Third Eye (Siu Sum Ngan)
- 2006: Without Words (Di lao tian huang)
- 2006: Isabella (Yi Sa Bui Lai)
- 2006: Cocktail (Boon chui yan gaan)
- 2005: A.V. (AV)
- 2005: It Had to Be You! (Hau Bei Tim Sum)
- 2004: The Eye 2 (Jian gui 2)
- 2003: The Park (Chow lok yuen)
- 2003: Men Suddenly in Black (Daai Cheung Foo)

### Als Regisseur
- 2019: Better Days (Shao Nian De Ni)
- 2016: Soul Mate (Qi Yue Yu An Sheng)
- 2012: Lacuna (Zui Hou Yi Ye)
- 2010: Lover’s Disclosure (Leun Yan Sui Yu)